# Hvalospjev ljubavi
Hvalospjev ljubavi je biblijski tekst, koji se nalazi u trinaestom poglavlju Prve poslanice Korinćanima u Novom zavjetu. Napisali su ga apostol Pavao i Sosten u Efezu. Ovo poglavlje pokriva temu ljubavi.
To je pjesma hvale, kao i pokušaj objašnjenja što je ljubav nabrajanjem njezinih kvaliteta. Prema apostolu Pavlu, dar ljubavi daje smisao i vrijednost svim ostalim karizmama. Apostol Pavao ističe da je Ljubav želja za dobrom i srećom. To je nesebični dar sebe, sila koja pobjeđuje sebičnost ("ne traži svoje") (1 Kor 13,5). Također naglašava važnost same vjere kroz nekritičko povjerenje ("sve vjeruje, svemu se nada") (1 Kor 13,7).
Stihovi 1-3 bave se suštinskom naravi ljubavi: bez nje su svi duhovni darovi posve bezvrijedni. U drugom dijelu, od stiha 4 do 8, Pavao nabraja osobine ljubavi navođenjem šesnaest glagola. Sedam glagola izriče što ljubav jest, a devet glagola ono što nije. Konačno, u posljednjem dijelu, u stihovima 8 - 12, Pavao ističe trajnost ljubavi pa stoga i njene nadmoćnosti nad svim ostalim duhovnim stvarnostima.
Hvalospjev ljubavi obično se naziva najljepšom "Pjesmom novozavjetnih pjesama". U prvoj enciklici, koju je napisao papa Benedikt XVI., Deus caritas est (hrv. Bog je ljubav, 2005.), Hvalospjev ljubavi naziva se "Magna Carta cijele katoličke službe".
Tekst Hvalospjeva ljubavi, kao biblijsko čitanje tijekom mise, često se čita prilikom obreda vjenčanja u kršćanskim crkvama.
```
Ljubav je velikodušna, dobrostiva je ljubav, ne zavidi, ljubav se ne hvasta, ne nadima se; nije nepristojna, ne traži svoje, nije razdražljiva, ne pamti zlo. (1 Kor 13, 4-5)
```

## Vanjske poveznice
- Hvalospjev ljubavi na wikiizvoru